# Apatania stigmatella
Apatania stigmatella is een schietmot uit de familie Apataniidae. De soort komt voor in het Palearctisch en het Nearctisch gebied.